# Parília

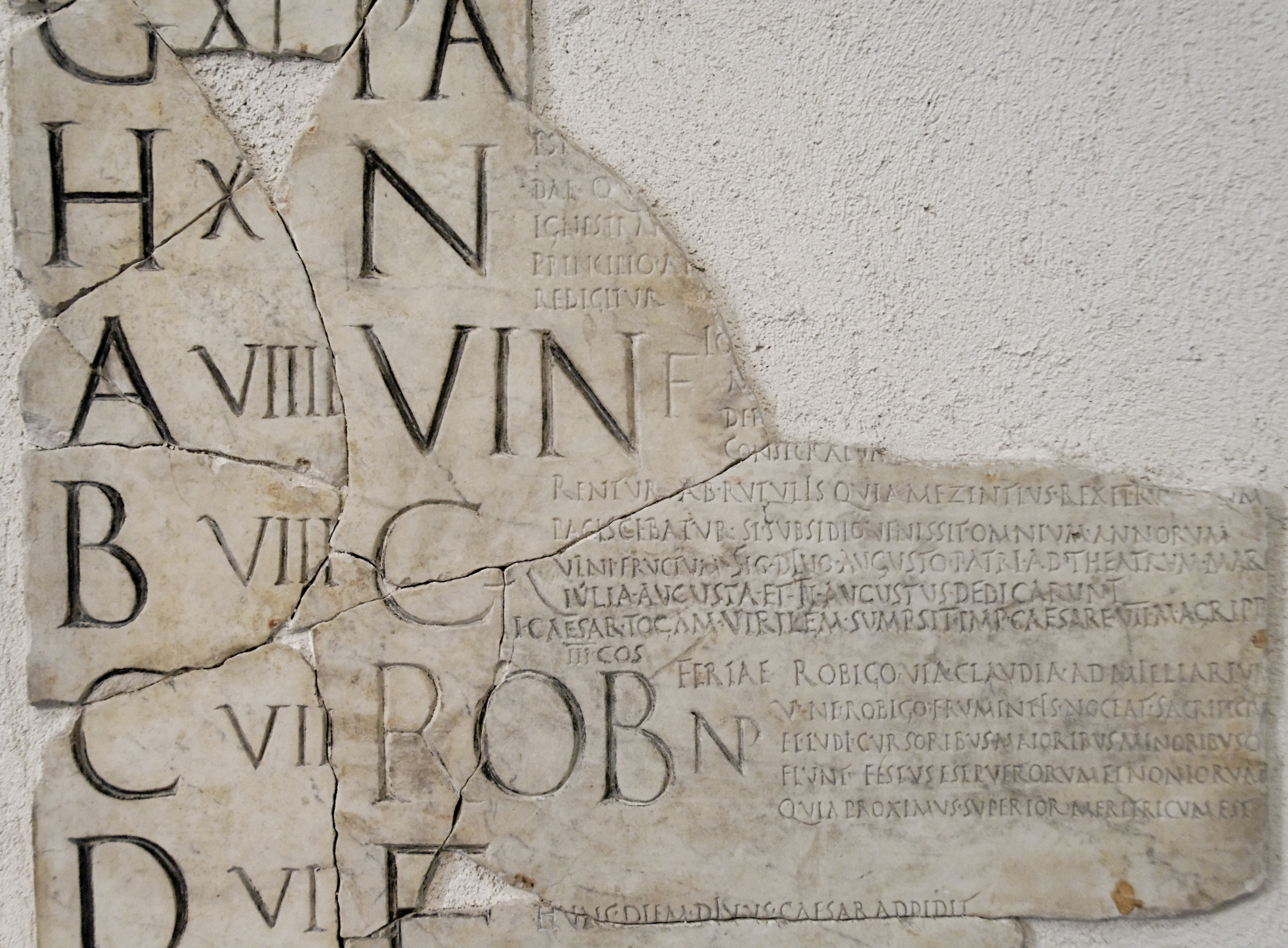
Fragmento dos Fasti Praenestini que se refere aos dias 21 a 26 de Abril, do calendário romano, mostrando na coluna mais à esquerda as letras de 'A' a 'H' da 'semana de mercado' Nundinae, na coluna seguinte a numeração das datas de 'XI' a 'VI' (antes da calendas de Maio) e na coluna seguinte alguns dos festivais do mês de Abril: PA/PARÍLIA (21 de Abril), VIN/VINÁLIA(23 de Abril) e ROB/ROBIGÁLIA (25 de Abril).

Parília ou Palílias era uma antiquíssima festa da religião romana que se celebrava a 21 de Abril, o XI dia antes das Calendas de Maio no calendário romano.
Inicialmente dedicada à divindade do mundo agrícola ou nume Pales, protectora dos pastores e ovelhas, origem do antigo nome do festival Palília, depois transformado em Parília.
Festival associado desde muito cedo à fundação da cidade de Roma por Rómulo, a data da sua celebração passou a ser mais tarde, no período da República romana, a da comemoração da lendária fundação da cidade.
Nesse dia, as famílias romanas subiam ao monte Palatino, uma das 7 colinas de Roma, assim nomeada precisamente em homenagem de Pales, e onde Rómulo teria lavrado os limites originais da cidade.
Sobre o altar sacrificavam-se animais e o festa continuava com um banquete em que todos participavam e ao anoitecer acendiam fogueiras e dançavam à sua volta, num ritual que se esperava trouxesse protecção e fecundidade aos rebanhos.